# STS-38

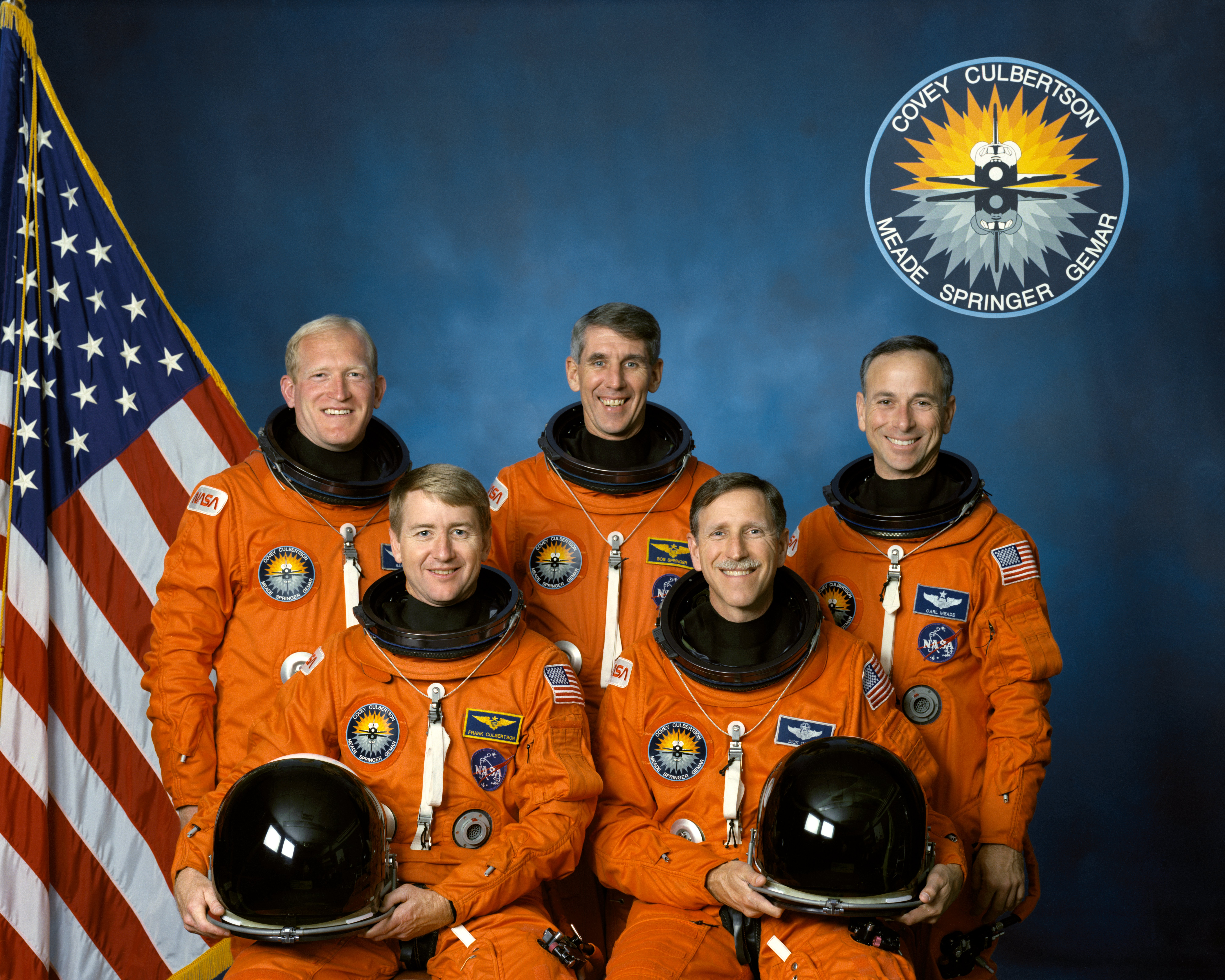
Екіпаж STS-38 Зліва-направо: Чарлз Доналд Ґемар, Франк Лі Калбертсон, Роберт Клайд Спрінгер, Річард Освальд Кові, й Карл Джозеф Мід

STS-38 — космічний політ БТКК «Атлантіс» за програмою «Спейс Шаттл» (37-й політ програми і 7-й політ Атлантіса), здійснений на замовлення Міністерства оборони США. У ході 7-го польоту шатла для МО США на орбіту був доставлений супутник радіоелектронної розвідки (ELINT) «USA-67».

## Екіпаж
- НАСА: Річард Кові (англ. Richard Covey)  (3)[2] — командир ;
- НАСА: Френк Калбертсон (1) — пілот;
- НАСА: Роберт Спрінгер (2) — фахівець польоту 1;
- НАСА: Карл Мід (1) — фахівець польоту 2;
- НАСА: Чарлз Ґемар (1) — фахівець польоту 3.

## Посилання

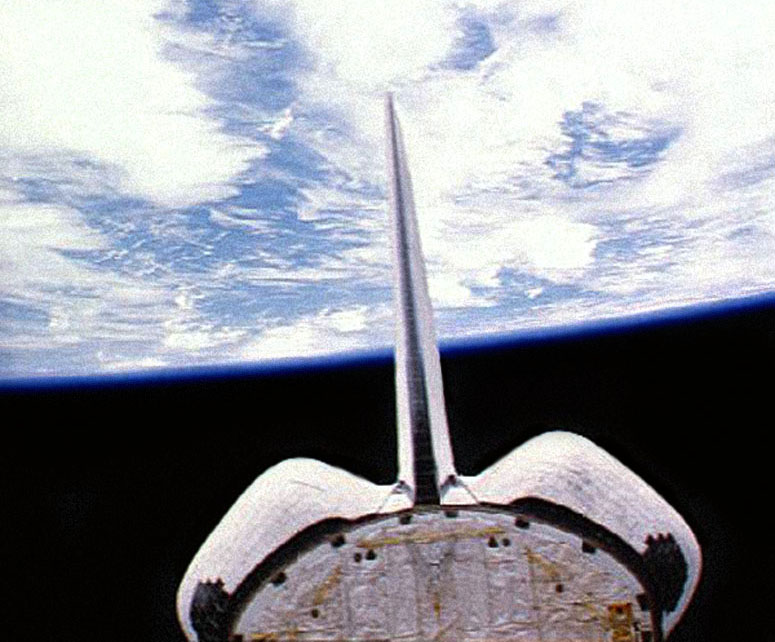
«Атлантіс» на орбіті

## Параметри польоту
- Вантажопідйомність — близько 21 000 кг (ELINT — 3 000 кг);
- Нахил орбіти — 28,5 °;
- Період звернення — 87,5 хв;
- Перигей — 78 км;
- Апогей — 226 км.

## Емблема
На емблемі місії STS-38 зображено два кораблі «Космічний човник», що символізують єдність всіх американців, що працюють на благо і розвиток програми. «Верхній» корабель з полум'ям працюючої системи орбітального маневрування символізує динамічну природу програми «Космічний човник», а «нижній» (виконаний у вигляді двокольорового дзеркального відображення «верхнього») — символізує безліч «незнаменитих і непомітних» працівників, які перебувають «в тіні» і так само вносять неоціненний внесок у програму.